# Colegio Militar (métro de Mexico)
Colegio Militar est une station de la Ligne 2 du métro de Mexico, située à l'ouest de Mexico, dans la délégation Miguel Hidalgo.

## La station
La station, ouverte en 1970, a pour icône la silhouette du blason du Collège Militaire Héroïque. Sa sortie est du côté sud de l'ancien Collège militaire Popotla, d'où son nom.
Les autorités du métro prévoient de prolonger la ligne B jusqu'à cette station, à partir de Buenavista, mais rien n'a encore été confirmé.